# جاك لويس (لاعب كرة قاعدة)
جاك لويس (بالإنجليزية: Jack Lewis) هو لاعب كرة قاعدة أمريكي، ولد في 14 فبراير 1884 في بيتسبرغ في الولايات المتحدة، وتوفي في 25 فبراير 1956 في ستوبنفيل في الولايات المتحدة.

## وصلات خارجية
- جاك لويس على موقع دوري كرة القاعدة الرئيسي (الإنجليزية)
- جاك لويس على موقعبيزبول رفرنس.كوم (الدوري الرئيسي) (الإنجليزية)
- جاك لويس على موقعبيزبول رفرنس.كوم (الدوري الثانوي) (الإنجليزية)
- جاك لويس على موقع جمعية أبحاث البيسبول الأمريكية (الإنجليزية)